# Warlincourt-lès-Pas
Warlincourt-lès-Pas ist eine französische Gemeinde mit 165 Einwohnern (Stand 1. Januar 2022) im Arrondissement Arras des Départements Pas-de-Calais. Sie liegt im Kanton Avesnes-le-Comte und ist Mitglied des Kommunalverbandes Campagnes de l’Artois.
| Lucheux           | Saulty        |            |
|                   | Kompass       |            |
| Grincourt-lès-Pas | Pas-en-Artois | Gaudiempré |

## Sehenswürdigkeiten

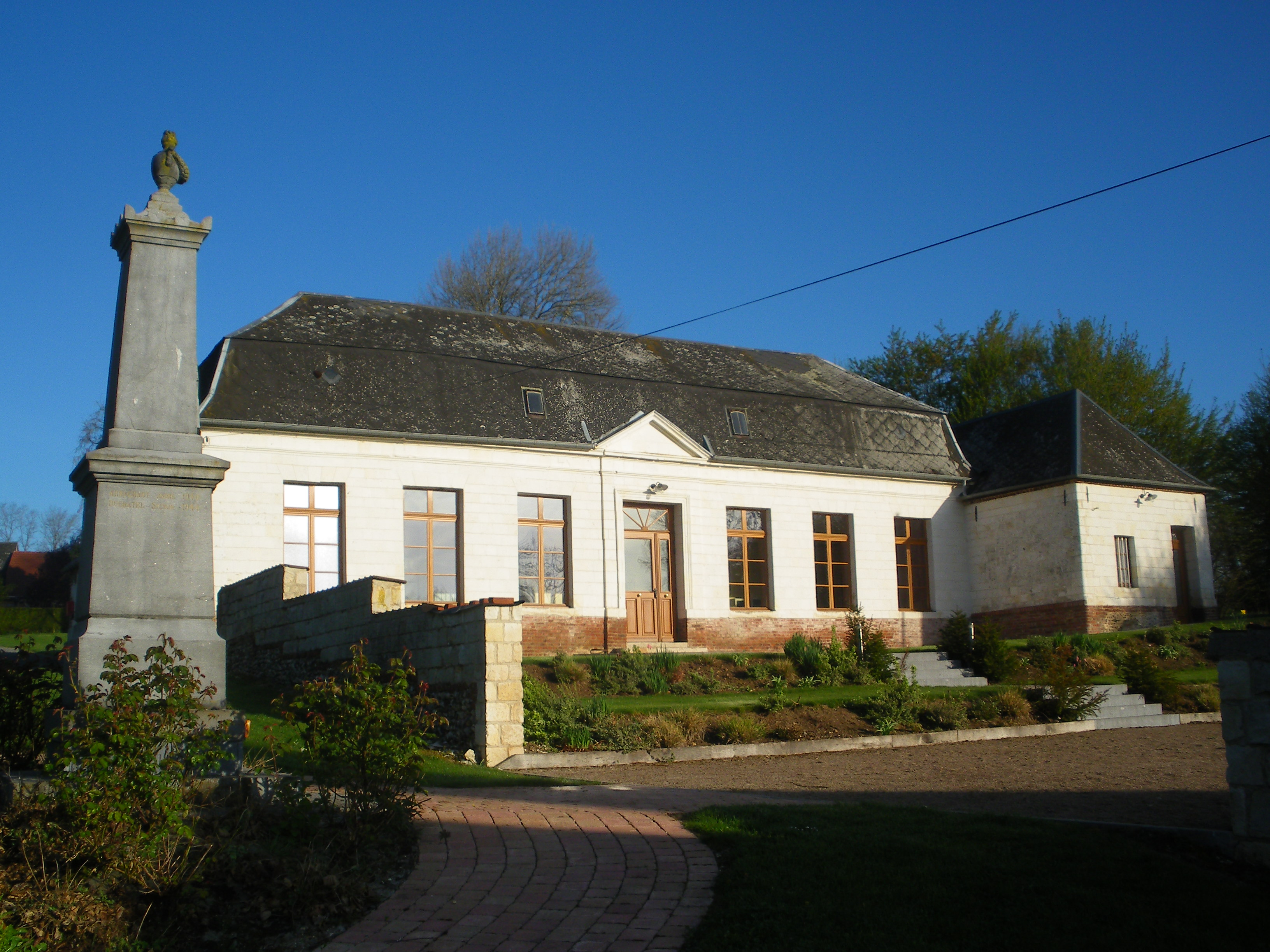
Kriegerdenkmal
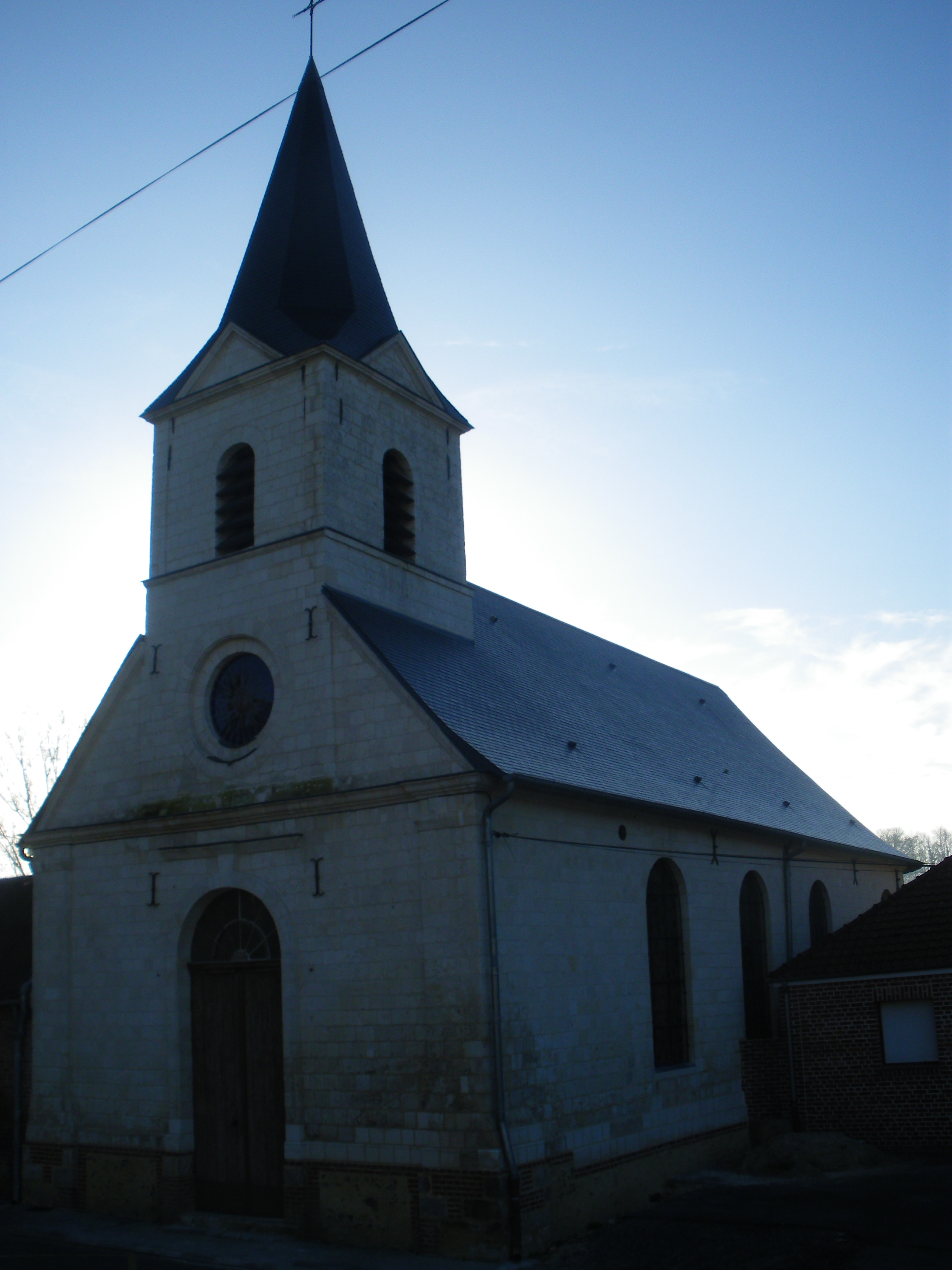
Kirche Saint-Kilien